# Schöningen (ontsluiting)
Ontsluitingen bij Schöningen hebben veel bijgedragen aan de stratigrafische kennis van het Midden Pleistoceen. In een groot complex van dagbouwbruinkoolmijnen dicht bij Schöningen (Deelstaat Nedersaksen, Duitsland) zijn sinds 1978 grote profielen ontsloten geweest waarin sedimenten te zien waren die tijdens verschillende Midden- en Laat Pleistocene glacialen en interglacialen zijn afgezet. De enorme schaal van de ontsluitingen maakte dat de verschillende lagen en afzettingen over grote afstanden te vervolgen waren, zowel horizontaal als verticaal. Er is gedurende lange tijd zeer veel kwartairgeologisch onderzoek aan de groevewanden gedaan waaronder algemeen geologisch en sedimentologisch onderzoek, veel paleontologisch en dateringsonderzoek.

## Stratigrafie
Met behulp van pollen-, zoogdierpaleontologisch - en paleomalacologisch onderzoek kon een opeenvolging worden vastgesteld van vijf interglacialen (inclusief het huidige interglaciaal, het Holoceen). Deze interglacialen liggen stratigrafisch boven de smeltwaterafzettingen die men toeschrijft aan het Elsterien. Naast de al bekende interglacialen (Eemien en Holsteinien) werden tussen de afzettingen die uit deze beide interglacialen dateren twee nog onbekende interglacialen aangetroffen. Het jongere interglaciaal heeft men het Schöningen Interglaciaal genoemd. Tussen dit interglaciaal en het Holsteinien interglaciaal bevinden zich plaatselijk nog sedimenten die aan een tweede tot dan toe onbekend interglaciaal worden toegeschreven: het Reinsdorf Interglaciaal. Over dit interglaciaal zijn de meningen overigens verdeeld, sommige onderzoekers beschouwen dit als een geulopvulling die net als de onderliggende sedimenten uit het Holsteinien dateert. De opeenvolging van interglacialen in Schöningen is dus als volgt (van jong naar oud): Holoceen, Eemien, Schöningen Interglaciaal, Reinsdorf Interglaciaal en Holsteinien. Deze interglacialen worden gecorreleerd met respectievelijk M.I.S. 1, 5e, 7, 9 en 11. Een dergelijke opeenvolging is uitzonderlijk en daarom heel bijzonder: een opeenvolging van twee interglacialen in dezelfde groevewand is dat al.

## Archeologie
In diverse lagen werden archeologische vondsten zoals skeletresten en vuurstenen werktuigen gedaan. De belangrijkste vondst waardoor Schöningen beroemd is geworden zijn zeven houten speren uit het Reinsdorf Interglaciaal. De ouderdom daarvan wordt geschat op 400 ka. Deze vondst is bijzonder omdat hout van een dergelijke ouderdom moeilijk fossiliseert waardoor houten werktuigen uit het Vroeg-paleolithicum bijna niet bekend zijn. Het zijn de oudste houten werktuigen die tot nu toe bekend zijn. Ze werden in situ gevonden samen met de resten van ongeveer twintig paarden. De botten van de paarden vertoonden vele tekenen van slacht. Dit wordt als bewijs beschouwd voor het feit dat vroege mensen actieve jagers waren.